# 대한민국 감찰위원회
감찰위원회(監察委員會)는 공무원의 위법 또는 비위의 소행에 관한 조사와 정보의 수집, 공무원에 대한 징계 처분과 그 소속 장관에 대한 정보 제공 또는 처분의 요청 및 수사 기관에 대한 고발에 관한 사무를 관장하는 대한민국의 옛 중앙행정기관이다. 1948년 7월 17일 정부 수립과 함께 발족하였으며 1955년 2월 17일 폐지되었다가 1961년 1월 14일 부활하여 1963년 3월 5일 심계원과 통합하여 감사원으로 개편되어 폐지되었다.

## 설치 근거
- 정부조직법 [법률 제1호, 1948.07.17 제정] 40조[1]
- 감찰위원회직제 [대통령령 제2호, 1948.08.30 제정] 제1조[2]
- 정부조직법 [국가재건최고회의령 제14호, 1961.05.26 일부개정] 제30조[3]
- 국가재건최고회의법 [법률 제688호, 1961.08.22 일부개정] 제18조[4]
- 감찰위원회직제 [국무원령 제196호, 1961.02.16 제정] 제1조[5]

## 연혁
- 1948년 7월 17일 - 감찰위원회를 신설.
- 1955년 2월 17일 - 감찰위원회를 폐지하고 사정위원회를 신설.
- 1961년 1월 14일 - 사정위원회를 폐지하고 감찰위원회를 재건.
- 1963년 3월 5일 - 심계원과 통합하여 감사원을 신설.

## 조직
- 비서실 ( 1948.08 ~ 1950.03 )
- 총무과 ( 1950.03 ~ 1955.02 )

## 역대 위원장

### 감찰위원회 위원장
| 정부        | 대수 | 이름           | 임기                              | 출신지         | 출신학교      | 비고                                                   |
| ----------- | ---- | -------------- | --------------------------------- | -------------- | ------------- | ------------------------------------------------------ |
| 제 1 공화국 | 초대 | 정인보(鄭寅普) | 1948년 8월 28일 ~ 1949년 7월 21일 | 한양 (현 서울) |               |                                                        |
| 제 1 공화국 | 2대  | 노진설(盧鎭卨) | 1949년 7월 22일 ~ 1952년 9월 21일 |                |               | 헌법기초위원회 전문위원&중앙선거관리위원회 위원&대법관 |
| 제 1 공화국 | 3대  | 이광(李光)     | 1952년 9월 22일 ~ 1954년 6월 29일 | 충북 청주      | 일본 와세다대 | 충청북도지사&체신부 장관                               |
| 제 1 공화국 | 4대  | 강인택(姜仁澤) | 1954년 7월 3일 ~ 1955년 2월 6일   |                |               | 무임소 장관&체신부 장관                                |

| 정부        | 대수 | 이름           | 임기                              | 출신지    | 출신학교 | 비고                                           |
| ----------- | ---- | -------------- | --------------------------------- | --------- | -------- | ---------------------------------------------- |
| 제 2 공화국 | 초대 | 민영수(閔泳壽) | 1961년 3월 28일 ~ 1961년 5월 15일 |           |          |                                                |
| 제 2 공화국 | 2대  | 최재명(崔載明) | 1961년 5월 23일 ~ 1961년 7월 10일 |           |          |                                                |
| 제 2 공화국 | 3대  | 채명신(蔡命新) | 1961년 7월 11일 ~ 1963년 3월 19일 | 황해 곡산 | 육사     | 주 스웨덴 대사&주 브라질 대사&대한태권도협회장 |